# Selaginella tuberosa
Selaginella tuberosa là một loài dương xỉ trong họ Selaginellaceae. Loài này được McAlpin & Lellinger mô tả khoa học đầu tiên năm 1986.